# 22 век пр.н.е.

## Събития
- Поява на бактрийско-маргианската култура в Централна Азия
- Акадското царство е унищожено от гутеите
- Край на Бронзовата ера в Средна Европа (начало 4300 пр.н.е.)

## Личности
Фараони на Древен Египет:
- Пепи II (2245 – 2180 пр.н.е.)
- Немтиемсаф II (ок. 2180 пр.н.е.)
- Нитокрис (2181 или 2152 – 2150 пр.н.е.)